# سوزانا أوندراسكوفا
سوزانا أوندراسكوفا (بالتشيكية: Zuzana Ondrášková)‏ مواليد 3 مايو 1980 في أوبافا، تشيكوسلوفاكيا، هي لاعبة كرة مضرب تشيكية سابقة بدأت مسيرتها كمحترفة سنة 1995 وكانت تلعب باليد اليمنى، اعتزلت اللعب في 2013.

## النهائيات

### الفردي: 1 (0–1)
| الحصيلة | الرقم | التاريخ | الدورة        | الأرضية | المنافس في النهائي | النتيجة في النهائي |
| الوصافة | 1.    | 2005    | براغ المفتوحة | ترابية  | دينارا سافينا      | 7–6(7–2), 6–3      |

## روابط خارجية
- سوزانا أوندراسكوفا على موقع رابطة محترفات التنس (الإنجليزية)
- سوزانا أوندراسكوفا على موقع الاتحاد الدولي لكرة المضرب (الإنجليزية)
- سوزانا أوندراسكوفا على موقع خلاصة التنس.كوم (الإنجليزية)